# NK Slavonija Soljani
NK Slavonija Soljani je nogometni klub iz Soljana.

## Povijest
Nogometni klub Slavonija Soljani osnovan je 1932. godine pod imenom ŠD Zora. Nakon 2. svjetskog rata klub je nosio ime NK Bratstvo
Trenutno se natječe se u prvoj županijskoj nogometnoj ligi Vukovarsko-srijemske županije. Najveći rezultat je plasman u Međužupanijsku nogometnoj ligu Osijek – Vinkovci, u kojoj se se natjecali u sezoni 2014./15. i zauzeli 3. mjesto, ali zbog reorganizacije ligâ u sljedećoj sezoni igraju u nižem rangu natjecanja - 1. ŽNL Vukovarsko-srijemsku. 

### Plasmani kluba kroz povijest
| Sezona      | Liga                                            | Plasman    |
| ----------- | ----------------------------------------------- | ---------- |
| 1966./67.   | Grupno prvenstvo NP Vinkovci Grupa III          | 6. mjesto  |
| 1967./68.   | Grupno prvenstvo NP Vinkovci Grupa III          | 12. mjesto |
| 1969./70.   | Grupno prvenstvo NP Vinkovci Grupa III          | 1. mjesto  |
| 1971./72.   | Područna nogometna liga NSP Vinkovci            | 14. mjesto |
| 1972./73.   | Grupno prvenstvo NP Vinkovci Grupa IV           | 4. mjesto  |
| 1975./76.   | Područna nogometna liga NSP Vinkovci            | 10. mjesto |
| 1976./77.   | Općinska nogometna liga Županja                 | 3. mjesto  |
| 1977./78.   | Općinska nogometna liga Županja                 | 2. mjesto  |
| 1978./79.   | Općinska nogometna liga Županja                 | 1. mjesto  |
| 1981./82.   | Slavonska nogometna zona Posavska skupina istok | 14. mjesto |
| 1982./83.   | Općinska nogometna liga Županja                 | 3. mjesto  |
| 1983./84.   | Općinska nogometna liga Županja                 | 2. mjesto  |
| 1984./85.   | Općinska nogometna liga Županja                 | 1. mjesto  |
| 1985./86.   | Međuopćinska nogometna liga Istok               | 6. mjesto  |
| 1986./87.   | Međuopćinska nogometna liga Istok               | 13. mjesto |
| 1987./88.   | Općinska nogometna liga Županja                 | 1. mjesto  |
| 1988./89.   | Međuopćinska nogometna liga Istok               | 12. mjesto |
| 1989./90.   | Međuopćinska nogometna liga Istok               |            |
| 1990./91.   | Međuopćinska nogometna liga Istok               | 11. mjesto |
| 1997./98.   | 2. ŽNL Vukovarsko-srijemska                     | 4. mjesto  |
| 1998./99.   | 2. ŽNL Vukovarsko-srijemska                     | 2. mjesto  |
| 1999./2000. | 1. ŽNL Vukovarsko-srijemska Grupa B             | 9. mjesto  |
| 2000./01.   | 1. ŽNL Vukovarsko-srijemska Grupa B             | 12. mjesto |
| 2001./02.   | 2. ŽNL Vukovarsko-srijemska Grupa B             | 7. mjesto  |
| 2002./03.   | 2. ŽNL Vukovarsko-srijemska Grupa B             | 12. mjesto |
| 2003./04.   | 2. ŽNL Vukovarsko-srijemska Grupa B             | 12. mjesto |
| 2004./05.   | 2. ŽNL Vukovarsko-srijemska Grupa B             | 9. mjesto  |
| 2005./06.   | 2. ŽNL Vukovarsko-srijemska Grupa B             | 5. mjesto  |
| 2006./07.   | 2. ŽNL Vukovarsko-srijemska NS Županja          | 5. mjesto  |
| 2007./08.   | 2. ŽNL Vukovarsko-srijemska NS Županja          | 5. mjesto  |
| 2008./09.   | 2. ŽNL Vukovarsko-srijemska NS Županja          | 3. mjesto  |
| 2009./10.   | 2. ŽNL Vukovarsko-srijemska NS Županja          | 2. mjesto  |
| 2010./11.   | 2. ŽNL Vukovarsko-srijemska NS Županja          | 1. mjesto  |
| 2011./12.   | 1. ŽNL Vukovarsko-srijemska                     | 8. mjesto  |
| 2012./13.   | 1. ŽNL Vukovarsko-srijemska                     | 5. mjesto  |
| 2013./14.   | 1. ŽNL Vukovarsko-srijemska                     | 3. mjesto  |
| 2014./15.   | Međužupanijska nogometna liga Osijek – Vinkovci | 3. mjesto  |
| 2015./16.   | 1. ŽNL Vukovarsko-srijemska                     | 7. mjesto  |
| 2016./17.   | 1. ŽNL Vukovarsko-srijemska                     |            |